# 門松武
門松 武（かどまつ たけし、1947年 <昭和22年> 11月16日 - ）は、日本の国土交通技官。国土交通省関東地方整備局長、河川局長、日本建設情報総合センター理事長を歴任。

## 人物・経歴
1966年3月 神奈川県立湘南高等学校卒業、1971年3月 東京大学農学部林学科卒業、1973年3月同学工学部土木工学科卒業、同年4月 建設省近畿地方建設局 (現・近畿地方整備局) 淀川工事事務所、1974年4月 同局真名川ダム工事事務所、1975年4月 福島県土木部河川課主査、1977年4月 同省河川局開発課企画係長、1978年4月 同課直轄技術係長、1980年4月 中国地方建設局 (現・中国地方整備局) 温井ダム工事事務所調査設計課長、1982年4月 同局企画部企画課長補佐、同年12月 同企画課長、1983年12月 国土庁水資源局水資源計画課長補佐、1987年4月 建設省河川局開発課長補佐、1989年 (平成元年) 3月 近畿地方建設局姫路工事事務所長、1991年4月 財団法人ダム技術センター企画部長、1994年4月 建設省河川局河川計画課水理調査官、1996年5月 同課計画調整官、1997年4月 中部地方建設局 (現・中部地方整備局)河川部長、2000年8月 同局企画部長、2001年1月 国土交通省河川局治水課長、2002年７月 佐藤信秋の後任として同省大臣官房技術審議官、2005年8月 渡辺和足の後任として関東地方整備局長、2006年７月 同職を中島威夫と交代し渡辺の後任として国土交通省河川局長。同月には南九州を中心に豪雨災害が発生し、その対応に追われた。2008年１月 同職を甲村謙友と交代し退職。同年2月 財団法人日本建設情報総合センター理事長、2018年7月 日本振興顧問。